# Double (Basketball)
Als double (deutsch Doppel) wird im Basketball das Erreichen einer zweistelligen Ausbeute in einer der fünf positiven statistischen Kategorien (Punkte, Rebounds, Assists, Steals und Blocks) bezeichnet. Die negativen Bereiche wie Ballverluste werden nicht hinzugezählt.
Da das Erreichen eines einfachen double im Basketball in allen Leistungsklassen Standard ist, wird der Begriff beim Erzielen eines double in mehreren Kategorien benutzt. Dies beginnt mit einem double-double und geht über das triple-double und quadruple-double bis zum quintuple-double, das in allen fünf Kategorien eine Anzahl von mindestens 10 benötigt (im Profibasketball bisher noch nie erreicht). Eine Alternative zu den doubles ist ein sogenanntes five-by-five, das mindestens 5 Punkte, 5 Rebounds, 5 Assists, 5 Steals und 5 Blocks voraussetzt.

## Double-double
Ein double-double (doppeltes Doppel) bezeichnet die Leistung eines Spielers, der in zwei statistischen Kategorien jeweils zweistellige Werte hat. Die häufigste Kombination besteht dabei aus Punkten und Rebounds, gefolgt von Punkten und Assists. Double-doubles kommen im Leistungsbereich relativ häufig vor, so erreichten alleine in der NBA während der Spielzeit 2009/10 69 Spieler 10 double-doubles oder mehr.
Zudem gibt es weitere spezielle double-double, die jedoch sehr selten sind. So wird das Erreichen von z. B. 20 Punkten und 20 Rebounds als double-double-double bezeichnet.

### NBA

#### Meiste double-doubles
Diese Liste führt die Spieler mit den meisten double-doubles in der regulären Saison seit der Saison 1983/84 auf (Stand: 11. April 2019):
| Nr. | Name              | Anzahl |
| --- | ----------------- | ------ |
| 1   | Tim Duncan*       | 841    |
| 2   | Karl Malone*      | 811    |
| 3   | Hakeem Olajuwon*  | 774    |
| 4   | Kevin Garnett*    | 741    |
| 5   | Shaquille O’Neal* | 727    |
| 6   | Dwight Howard     | 722    |
| 7   | Charles Barkley*  | 706    |
| 8   | Patrick Ewing*    | 580    |
| 9   | David Robinson*   | 543    |
| 10  | Pau Gasol*        | 531    |
| 11  | Kevin Willis      | 488    |
| 12  | Zach Randolph     | 488    |
| 13  | Dikembe Mutombo*  | 469    |
| 14  | Buck Williams     | 459    |
| 15  | Chris Webber*     | 440    |
| 16  | Moses Malone*     | 435    |
| 17  | Robert Parish*    | 430    |
| 18  | Shawn Marion      | 427    |
| 19  | Charles Oakley    | 426    |
| 20  | Kevin Love        | 413    |

| Nr. | Name               | Anzahl |
| --- | ------------------ | ------ |
| 1   | John Stockton*     | 714    |
| 2   | Magic Johnson*     | 441    |
| 3   | Steve Nash*        | 436    |
| 4   | Chris Paul^        | 424    |
| 5   | Jason Kidd*        | 402    |
| 6   | Isiah Thomas*      | 377    |
| 7   | Kevin Johnson      | 319    |
| 8   | Russell Westbrook^ | 291    |
| 9   | Tim Hardaway       | 279    |
| 10  | Deron Williams     | 275    |
| 11  | Rod Strickland     | 271    |
| 12  | John Wall          | 246    |
| 13  | Mark Jackson       | 242    |
| 13  | Gary Payton*       | 242    |
| 15  | LeBron James^      | 238    |
| 16  | Stephon Marbury    | 210    |
| 17  | Rajon Rondo        | 208    |
| 18  | Andre Miller       | 197    |
| 19  | Terry Porter       | 188    |
| 20  | Baron Davis        | 177    |

| ^ | Aktiver Spieler                                              |
| * | Aufgenommen in die Naismith Memorial Basketball Hall of Fame |

Als erster deutscher Spieler in der Liste mit den meisten double-doubles (bei Punkten und Rebounds) folgt Dirk Nowitzki auf Platz 22 (mit 410 double-doubles). Als nächster Deutscher folgt Detlef Schrempf auf Platz 81 mit (198 double-doubles).

#### Serien
Den Rekord für die längste Serie von double-doubles hält Wilt Chamberlain mit 227 Spielen in Folge, die er von 1964 bis 1967 bestritt. Auch belegt er den zweiten und dritten Platz mit Serien von 220 bzw. 113 Spielen. Den NBA-Rekord seit der Fusion mit der ABA hält Kevin Love mit 53 Spielen, gefolgt von Moses Malone mit 51 Spielen.

## Triple-double

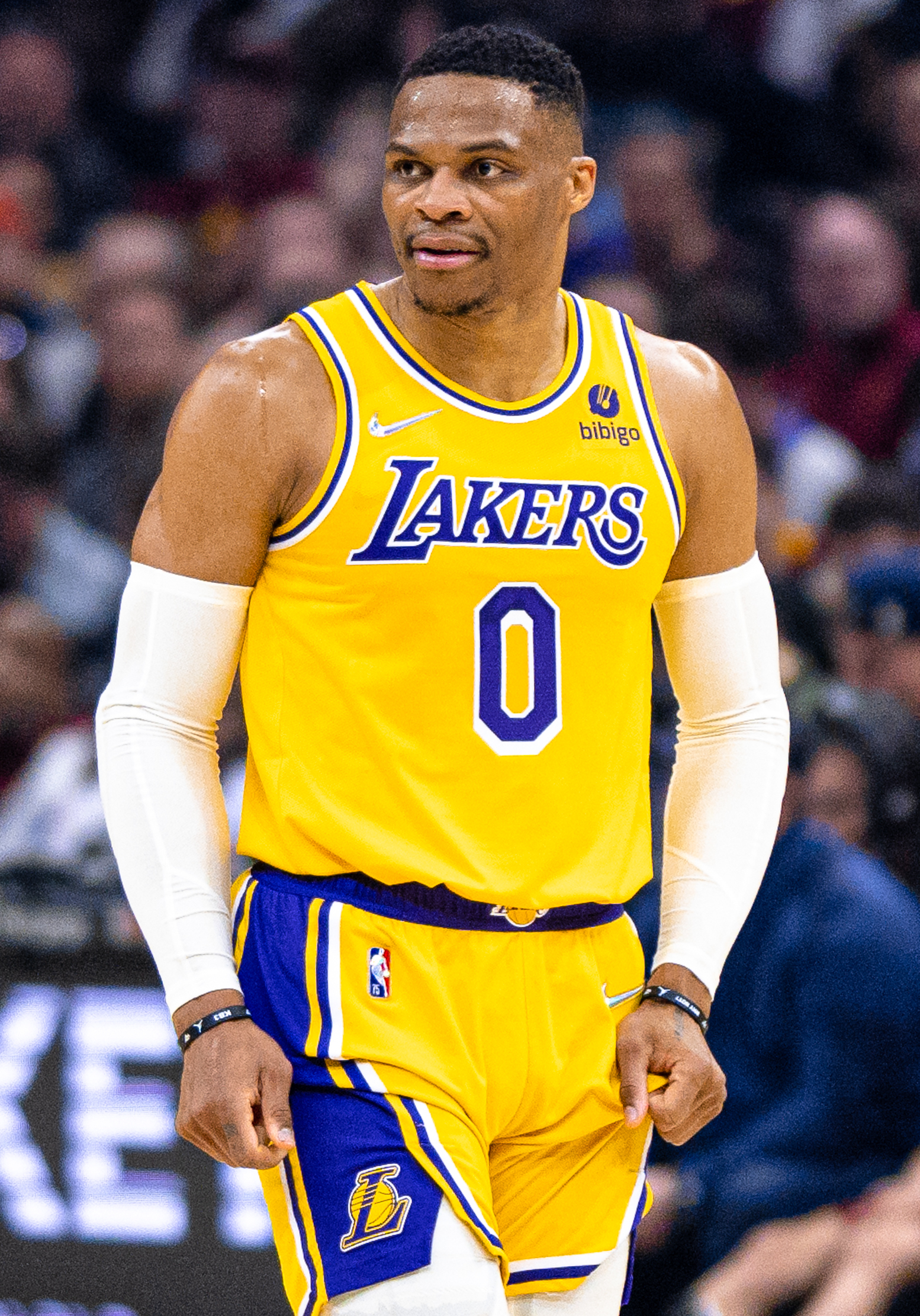
Der Spieler mit den meisten Karriere-Triple-Doubles sowie mit den meisten Triple-Doubles in einer Saison ist Russell Westbrook.
Oscar Robertson war mit 181 Triple-Doubles in der regulären Saison jahrelang der Spieler mit den meisten Triple-Doubles in der NBA-Geschichte erreicht. Er ist neben Russell Westbrook und Nikola Jokic der einzige Spieler, der über eine ganze Saison ein Triple-Double im Schnitt auflegte.

Triple-double (dreifaches Doppel) ist die Steigerung des double-double und bezeichnet die Leistung eines Spielers, der in drei statistischen Kategorien jeweils zweistellige Werte aufweist. Zwar sind triple-double-Spiele selten, aber dennoch gelingen manchen Spielern mehrfach triple-double in einer Saison.
Ein triple-double wird meist als hervorragende persönliche Leistung angesehen und spricht für ein gutes Allround-Spiel. Die gängigste Kombination besteht dabei aus Punkten, Rebounds und Assists. Jedoch ist es seit der Saison 1973/74, in welcher begonnen wurde Steals und Blocks statistisch zu erfassen, auch möglich triple-double mit anderen Kombinationen zu erzielen.
Früher wurden vor allem in der NBA des Öfteren versucht, bei Spielen, in welchen ein Spieler nur einen Rebound brauchte, um mit einem triple-double abzuschließen, den Korb absichtlich nicht zu treffen, um ihm so einen einfachen Rebound und das Erreichen dieser Leistung zu ermöglichen. Um dies zu verhindern, führte die NBA eine Regel ein, welche es erlaubt, keinen Rebound zu vergeben, falls der Wurfversuch eindeutig nicht dazu gedacht war, Punkte zu erzielen.

### NBA

#### Meiste Triple-Doubles
Diese Liste führt Spieler mit den meisten Triple-Doubles in der regulären Saison auf (Stand: 26. Februar 2025):
| Nr | Name                                                         | Triple-Doubles                                               |
| -- | ------------------------------------------------------------ | ------------------------------------------------------------ |
| 1  | Russell Westbrook^                                           | 203                                                          |
| 2  | Oscar Robertson*                                             | 181                                                          |
| 3  | Nikola Jokić^                                                | 164                                                          |
| 4  | Magic Johnson*                                               | 138                                                          |
| 5  | LeBron James^                                                | 122                                                          |
| 6  | Jason Kidd*                                                  | 107                                                          |
| 7  | Luka Dončić^                                                 | 82                                                           |
| 8  | James Harden^                                                | 80                                                           |
| 9  | Wilt Chamberlain*                                            | 78                                                           |
| 10 | Domantas Sabonis^                                            | 68                                                           |
| 11 | Larry Bird*                                                  | 59                                                           |
| 12 | Giannis Antetokounmpo^                                       | 56                                                           |
| 13 | Fat Lever                                                    | 43                                                           |
| 14 | Bob Cousy*                                                   | 33                                                           |
| 14 | Ben Simmons^                                                 | 33                                                           |
| 14 | Draymond Green^                                              | 33                                                           |
| 17 | Rajon Rondo                                                  | 32                                                           |
| 18 | John Havlicek*                                               | 31                                                           |
| 19 | Grant Hill*                                                  | 29                                                           |
| 20 | Michael Jordan*                                              | 28                                                           |
|    |                                                              |                                                              |
| ^  | Aktiver Spieler                                              | Aktiver Spieler                                              |
| *  | Aufgenommen in die Naismith Memorial Basketball Hall of Fame | Aufgenommen in die Naismith Memorial Basketball Hall of Fame |

Als erster deutscher Spieler in der Liste mit den meisten Triple-Doubles folgt Detlef Schrempf mit sieben Triple-Doubles auf dem geteilten 89. Rang. Schrempf war zugleich der erste Deutsche, dem ein Triple-Double in der NBA gelang, und er ist neben Lou Williams der einzige NBA-Spieler, dem ein 30-Punkte-Triple-Double von der Bank gelang.

#### Statistiken
Erstes Triple-Double der Geschichte: Diese Ehre wird Dolph Schayes von den Syracuse Nationals (heute Philadelphia 76ers) zugeschrieben, welcher am 8. Februar 1951 gegen die New York Knicks 18 Punkte, 22 Rebounds und 13 Assists erzielte.
Triple-Double als Saisondurchschnitt: Es gibt drei Spieler, die eine Saisondurchschnitt  von einem Triple-Double erzielen konnten: Oscar Robertson (einmal für die Cincinnati Royals), Russell Westbrook (dreimal für die Oklahoma City Thunder; einmal für die Washington Wizards) und Nikola Jokić (einmal Denver Nuggets). Robertson erzielte in der NBA-Saison 1961/62 durchschnittlich 30,8 Punkte, 12,5 Rebounds und 11,4 Assists. Obwohl Robertson diese Leistung nur einmal in einer kompletten Saison gelang, erreichte er in einer kumulierten Statistik über seine ersten fünf Saisons hinweg einen Durchschnitt von 30,3 Punkten, 10,4 Rebounds und 10,6 Assists pro Spiel. Westbrook ist der einzige Spieler, dem dieses Kunststück mehrmals gelang. In der Saison 2016/17 erreichte Westbrook durchschnittlich 31,6 Punkte, 10,7 Rebounds und 10,4 Assists und in der darauffolgenden Saison 2017/18 25,4 Punkte, 10,1 Rebounds und 10,3 Assists. In der Saison 2018/19 erreichte er 23,1 Punkte, 11,1 Rebounds und 10,7 Assists. 2020/21 waren es 22,2 Punkte, 11,5 Rebounds und 11,7 Assists. 
Meiste Triple-Doubles in einer Saison: In der Saison 2016/17 erreichte Russell Westbrook 42 Triple-Doubles, womit er den langjährigen Rekord von Oscar Robertson aus der Saison 1961/62 (41 Triple-Doubles) brach. Auf dem dritten und vierten Platz folgt erneut Westbrook mit 38 in der verkürzten Saison 2020/21 (72 Spiele) sowie 34 in der Saison 2018/19, auf dem fünften Wilt Chamberlain mit 31 im NBA-Jahr 1967/68.
| Nr. | Name              | Triple-Doubles | Team                  | NBA-Saison |
| --- | ----------------- | -------------- | --------------------- | ---------- |
| 1   | Russell Westbrook | 42             | Oklahoma City Thunder | 2016/17    |
| 2   | Oscar Robertson   | 41             | Cincinnati Royals     | 1961/62    |
| 3   | Russell Westbrook | 38             | Washington Wizards    | 2020/21    |
| 4   | Russell Westbrook | 34             | Oklahoma City Thunder | 2018/19    |
| 4   | Nikola Jokić      | 34             | Denver Nuggets        | 2024/2025  |
| 6   | Wilt Chamberlain  | 31             | Philadelphia 76ers    | 1967/68    |
| 7   | Nikola Jokić      | 29             | Denver Nuggets        | 2022/23    |
| 8   | Oscar Robertson   | 26             | Cincinnati Royals     | 1960/61    |
| 8   | Oscar Robertson   | 26             | Cincinnati Royals     | 1963/64    |
| 8   | Domantas Sabonis  | 26             | Sacramento Kings      | 2023/24    |
| 11  | Russell Westbrook | 25             | Oklahoma City Thunder | 2017/18    |
| 11  | Nikola Jokić      | 25             | Denver Nuggets        | 2023/24    |
| 13  | Oscar Robertson   | 22             | Cincinnati Royals     | 1964/65    |
| 13  | Wilt Chamberlain  | 22             | Philadelphia 76ers    | 1966/67    |
| 13  | James Harden      | 22             | Houston Rockets       | 2016/17    |
| 16  | Luka Dončić       | 21             | Dallas Mavericks      | 2023/24    |
| 17  | Oscar Robertson   | 20             | Cincinnati Royals     | 1962/63    |
| 18  | Nikola Jokić      | 19             | Denver Nuggets        | 2021/22    |
| 19  | Magic Johnson     | 18             | Los Angeles Lakers    | 1981/82    |
| 19  | Russell Westbrook | 18             | Oklahoma City Thunder | 2015/16    |
| 19  | LeBron James      | 18             | Cleveland Cavaliers   | 2017/18    |
| 22  | Magic Johnson     | 17             | Los Angeles Lakers    | 1988/89    |
| 22  | Luka Dončić       | 17             | Dallas Mavericks      | 2019/20    |
| 24  | Fat Lever         | 16             | Denver Nuggets        | 1985/86    |
| 24  | Magic Johnson     | 16             | Los Angeles Lakers    | 1982/83    |
| 24  | Nikola Jokić      | 16             | Denver Nuggets        | 2020/21    |

Triple-Double-reichste Saison: 2024/25 wurden insgesamt 149 Triple-Doubles erzielt davor war die Pandemie-bedingt verkürzte Saison 2020/21 mit insgesamt 142 Triple-Doubles Spitzenreiter. In der Saison 1988/89 waren es 78, 1997/98 gar nur 22.
Double-Triple-Double: Ein Triple-Double, welches überall Werte von mindestens 20 beinhaltete, gelang erstmals Center Wilt Chamberlain am 2. Februar 1968 mit 22 Punkten, 25 Rebounds und 21 Assists. Am 2. April 2019 erreichte auch Russell Westbrook ein Double-Triple-Double im Spiel gegen die Los Angeles Lakers mit 20 Punkten, 20 Rebounds und 21 Assists. Am 7. März 2025 gelang Nikola Jokić als erstem Spieler ein Double-Triple-Double mit mehr als 30 Punkten. Beim 149:141-Sieg nach Verlängerung seiner Denver Nuggets gegen die Phoenix Suns kam der Serbe auf 31 Punkte, 21 Rebounds und 22 Assists.
Triple-Double mit weniger als 10 Punkten: Das einzige Triple-Double in der NBA-Geschichte, bei dem der betreffende Spieler weniger als 10 Punkte erzielte, gelang am 10. Februar 2017 Draymond Green – im Spiel gegen die Memphis Grizzlies erreichte er 4 Punkte, 12 Rebounds, 10 Assists und 10 Steals. Da er auch noch 5 Blocks verzeichnete, fehlte ihm auch nur 1 Punkt zu einem Five-by-Five.
Triple-Double ohne Fehlwurf: Das erste Triple-Double ohne Fehlwurf der NBA-Geschichte gelang Russell Westbrook am 23. März 2017 im Spiel gegen die Philadelphia 76ers mit 18 Punkten, 11 Rebounds, 14 Assists, 6/6 aus dem Feld, davon alles 2-Punkte-Würfe, sowie 6/6 von der Freiwurflinie. Am 1. April 2019 gelang dies auch Evan Turner im Spiel gegen die Minnesota Timberwolves mit 13 Punkten, 11 Rebounds, 10 Assists, 5/5 aus dem Feld (darunter ein Dreier) und 2/2 von der Freiwurflinie. Turner kam in diesem Spiel von der Bank. Am 9. Januar 2023 gelang ein Triple-Double ohne Fehlwurf auch Nikola Jokić im Spiel gegen die Los Angeles Lakers mit 14 Punkten, 11 Rebounds und 16 Assists bei 5/5 Würfen aus dem Feld (ein Dreier) und 3/3 von der Freiwurflinie. Am 28. Dezember 2023 verbuchte Nikola Jokić für die Denver Nuggets gegen die Memphis Grizzlies 26 Punkte, 14 Rebounds und 10 Assists bei 11/11 Feldwürfen (darunter ein 3-Punkte-Wurf) und 3/3 Freiwürfen. Am 11. Januar 2024 gelangen Josh Giddey für die Oklahoma City Thunder gegen die Portland Trail Blazers 13 Punkte, 10 Rebounds und 12 Assists bei 5/5 Feldwürfen und 3/3 Freiwürfen. Am 6. November 2024 verbuchte Domantas Sabonis für die Sacramento Kings gegen die Toronto Raptors 17 Punkte, 11 Rebounds und 13 Assists bei 6/6 Feldwürfen und 5/5 Freiwürfen. Am 30. Dezember 2024 erzielte Russell Westbrook für die Denver Nuggets bei den Utah Jazz 16 Punkte, 10 Rebounds und 10 Assists bei 7/7 Feldwürfen und 2/2 Freiwürfen.
Ein Triple-Double ohne Fehlwurf aus dem Feld, aber ohne einen Wurf von der Freiwurflinie, gelang T. J. McConnell am 3. März 2021 für die Indiana Pacers bei den Chicago Bulls mit 16 Punkten, 13 Assists und 10 Steals bei 8/8 Feldwürfen. Am 31. Dezember 2021 verbuchte Robert Williams III für die Boston Celtics gegen die Phoenix Suns 10 Punkte, 11 Rebounds und 10 Assists bei 5/5 Feldwürfen.
Schnellstes Triple-Double: Nikola Jokić erreichte ein Triple-Double im Spiel gegen Milwaukee Bucks am 15. Februar 2018 innerhalb von 14:33 Spielminuten.
Die meisten Punkte: Am 30. Januar 2018 schaffte James Harden im Spiel gegen Orlando Magic als erster Spieler in der NBA-Geschichte ein 60-Punkte-Triple-Double (60 Punkte, 10 Rebounds, 11 Assists). Luka Dončić konnte am 27. Dezember 2022 ebenfalls 60 Punkte bei einem Triple-Double auflegen, erreichte neben 10 Assists allerdings 21 Rebounds und stellte damit eine neue Bestmarke auf. Nikola Jokić kam am 1. April 2025 bei der 139:140-Niederlage nach zweifacher Verlängerung seiner Denver Nuggets gegen die Minnesota Timberwolves auf 61 Punkte, 10 Rebounds und 10 Assists. Russell Westbrook gelangen beim Spiel ebenfalls gegen Orlando Magic am 29. März 2017 57 Punkte, 13 Rebounds und 11 Assists; Wilt Chamberlain und Harden schafften jeweils ein 53-Punkte-Triple-Double. Chamberlain gelang dies am 18. März 1968, Harden am 31. Dezember 2016 gegen die New York Knicks. Harden schaffte dabei als einziger Spieler in der Geschichte ein 50+/15+/15+-Triple-Double (53/16/17); auch ist er neben Westbrook der einzige Spieler, dem jemals zwei oder mehr 50-Punkte-Triple-Doubles in einer Saison gelangen (Westbrook schaffte 2016/17 drei, Harden in derselben Saison zwei). Insgesamt gelang es elf Mal einem Spieler, ein Triple-Double mit einem 50-Punkte-Spiel zu kombinieren, zuletzt war dies außer Harden und Westbrook Kareem Abdul-Jabbar (1975).
Längste Serien: Russell Westbrook hält den Rekord für die meisten aufeinander folgenden Triple-Doubles: Im Jahr 2019 erzielte er vom 22. Januar bis zum 14. Februar in 11 aufeinander folgenden Spielen ein Triple-Double. Den zweiten Platz belegt Wilt Chamberlain, der vom 8. März bis zum 20. März 1968 in neun aufeinander folgenden Spielen ein Triple-Double erzielte. Den dritten Platz teilen sich Oscar Robertson, Michael Jordan und Russell Westbrook (zweimal) mit sieben aufeinander folgenden Spielen. Robertson gelang dies in seinem Rekordjahr 1961/62, Jordan zwischen März und April 1989, während Westbrook die Serie im November und Dezember 2016 sowie März und April 2017 erzielte. Zwei Mal fünf Triple-Doubles in Serie innerhalb einer Saison schafften in der Geschichte der NBA bisher nur Russell Westbrook, Wilt Chamberlain und Oscar Robertson.
Jüngster Spieler: Der jüngste Spieler, der ein Triple-Double erzielte, war Josh Giddey vom Oklahoma City Thunder im Alter von 19 Jahren und 84 Tagen am 2. Januar 2022 gegen die Dallas Mavericks mit 17 Punkten, 13 Rebounds und 14 Assists. Darauf folgen LaMelo Ball als Spieler der Charlotte Hornets im Alter von 19 Jahren und 140 Tagen am 9. Januar 2021 gegen die Atlanta Hawks mit 22 Punkten, 12 Rebounds, 11 Assists und Markelle Fultz als Spieler der Philadelphia 76ers im Alter von 19 Jahren und 317 Tagen am 11. April 2018 gegen die Milwaukee Bucks mit 13 Punkten, 10 Rebounds, 10 Assists. Luka Dončić, unwesentlich älter als Fultz, gelangen in der Saison 2018/19 als einzigem Teenager der NBA-Geschichte mehrfach Triple-Doubles. Er ist auch der Spieler mit den meisten Triple-Doubles der NBA-Geschichte in einer Rookie-Saison.
Ältester Spieler: Karl Malone erreichte am Ende seiner Karriere als Spieler der Los Angeles Lakers im Alter von 40 Jahren und 127 Tagen als erster Spieler, der älter als 40 war, ein Triple-Double. Er schloss das Spiel am 28. November 2003 gegen die San Antonio Spurs mit 10 Punkten, 11 Rebounds und 10 Assists ab. Am 21. Januar 2025 erreichte LeBron James im Alter von 40 Jahren und 23 Tagen mit 21 Punkten, 13 Vorlagen und 10 Rebounds als zweiter Spieler über 40 ein Triple-Double. Nur elf Tage später wurde James der erste Spieler über 40, der mehrfach ein Triple-Double erzielen konnte. Er kam am 1. Februar 2025 auf 33 Punkte, 12 Vorlagen und elf Rebounds.
Triple-Double im Allstarspiel: Bisher haben Michael Jordan, LeBron James, Kevin Durant und Dwyane Wade in einem NBA All-Star Game ein Triple-Double erzielt. Jordan erzielte 1997 14 Punkte, 11 Rebounds und 11 Assists. James schaffte im Jahr 2011 29 Punkte, 12 Rebounds und 10 Assists, Wade im Jahr 2012 24 Punkte, 10 Rebounds und 10 Assists, Durant im Jahr 2017 21 Punkte, 10 Rebounds und 10 Assists. Dies ist soweit bemerkenswert, da viele Spieler aus unterschiedlichen Teams ohne Vorbereitung zusammentreffen und zudem in diesen Spielen eine große Rotation herrscht.
Triple-Double von Teamkameraden: Dies ist erst siebzehnmal passiert (Stand: 26. März 2025):
- Bob Cousy (24 Punkte, 13 Rebounds, 10 Assists) und Tom Heinsohn (17/13/10) von den Boston Celtics (5. April 1958)
- Oscar Robertson (28/14/16) und Bucky Buckhorn (19/10/12) von den Cincinnati Royals (18. Januar 1962)
- Ray Scott (23/20/11) und Donnie Butcher (19/15/15) von den Detroit Pistons (14. März 1964)
- Lenny Wilkens (36/14/14) und Art Harris (14/10/10) von den Seattle SuperSonics (12. März 1969)
- Magic Johnson (26/16/12) und Kareem Abdul-Jabbar (19 Punkte, 10 Rebounds, 10 Blocks) von den Los Angeles Lakers (22. Dezember 1982)
- Larry Bird (17/13/12) und Robert Parish (14/10/10) von den Boston Celtics (29. März 1987)
- Michael Jordan (41/11/10) und Scottie Pippen (15/10/12) von den Chicago Bulls (3. Januar 1989)
- Vince Carter (46/16/10) und Jason Kidd (10/16/18) von den New Jersey Nets (7. April 2007)
- LeBron James (24/12/11) und Lonzo Ball (16/10/10) von den Los Angeles Lakers (15. Dezember 2018)
- Russell Westbrook (21/14/11) und Paul George (47/12/10) von den Oklahoma City Thunder (11. Februar 2019)
- Bam Adebayo (30/11/11) und Jimmy Butler (20/18/10) von den Miami Heat (10. Dezember 2019)
- Ja Morant (12/13/10) und Jonas Valančiūnas (26/19/12) von den Memphis Grizzlies (13. August 2020)
- Bam Adebayo (16/12/10) und Jimmy Butler (13/10/13) von den Miami Heat (18. Februar 2021) (erstes Teamkameraden-Paar, das dies mehr als einmal schaffte)
- LeBron James (32/11/11) und Russell Westbrook (24/12/10) von den Los Angeles Lakers (28. Dezember 2021)
- Nikola Jokić (36/22/11) und Russell Westbrook (16/10/10) von den Denver Nuggets (30. Dezember 2024)
- Nikola Jokić (35/12/15) und Russell Westbrook (25/11/10) von den Denver Nuggets (10. Januar 2025)
- Josh Hart (16/12/11) und Karl-Anthony Towns (26/12/11) von den New York Knicks (25. März 2025)

Triple-Double von zwei Gegenspielern: Es ist 46-mal seit der Saison 1960/61 passiert, dass zwei gegnerische Spieler jeweils ein Triple-Double für sich verbuchen konnten (Stand: 2. Februar 2025). Dabei waren Russell Westbrook, Domantas Sabonis und Giannis Antetokounmpo je sechsmal, James Harden fünfmal, Jason Kidd und Ben Simmons je viermal Teil des Duos, Kidd und Westbrook während sie für drei verschiedene Mannschaften spielten.
- Tom Gola und Richie Guerin (Philadelphia vs. New York am 10. Januar 1960)
- Richie Guerin und Guy Rodgers (New York vs. Philadelphia am 5. Februar 1961)
- Oscar Robertson und Richie Guerin (Cincinnati vs. New York am 26. Oktober 1961)
- Bob Pettit und Jerry West (St. Louis vs. Los Angeles am 8. November 1961)
- Tom Gola und Jerry West (Philadelphia vs. Los Angeles am 1. Dezember 1961)
- Wilt Chamberlain und Dave DeBusschere (San Francisco vs. Detroit am 5. März 1963)
- Bill Russell und Guy Rodgers (Boston vs. Chicago am 17. Januar 1967)
- Oscar Robertson und Wilt Chamberlain (Cincinnati vs. Philadelphia am 19. März 1968)
- Kareem Abdul-Jabbar und Walt Frazier (Milwaukee vs. New York am 13. April 1970)
- Oscar Robertson und Sidney Wicks (Milwaukee vs. Portland am 24. März 1974)
- Kareem Abdul-Jabbar und George McGinnis (Los Angeles vs. Denver am 16. November 1979)
- Larry Bird und Micheal Ray Richardson (Boston vs. New York am 24. März 1981)
- Magic Johnson und Mychal Thompson (Los Angeles vs. Portland am 5. April 1983)
- Magic Johnson und Jeff Ruland (Los Angeles vs. Washington am 10. Februar 1984)
- Clyde Drexler und Jason Kidd (Houston vs. Dallas am 11. April 1995)
- Clyde Drexler und Jason Kidd (Houston vs. Phoenix am 22. März 1997)
- Chris Webber und Gary Payton (Sacramento vs. Seattle am 18. April 2000)
- Jay Williams und Jason Kidd (Chicago vs. New Jersey am 9. November 2002)
- Tracy McGrady und Jason Kidd (Orlando vs. New Jersey am 23. Februar 2003)
- Caron Butler und Baron Davis (Washington vs. Golden State am 23. November 2007)
- Victor Oladipo und Michael Carter-Williams (Orlando vs. Philadelphia am 3. Dezember 2013)
- Russell Westbrook und Giannis Antetokounmpo (Oklahoma City vs. Milwaukee am 6. März 2016)
- Nikola Jokić und Giannis Antetokounmpo (Denver vs. Milwaukee am 15. Februar 2018)
- Ben Simmons und LeBron James (Philadelphia vs. Cleveland am 6. April 2018)
- Giannis Antetokounmpo und Ben Simmons (Milwaukee vs. Philadelphia am 24. Oktober 2018)
- Ben Simmons und Russell Westbrook (Philadelphia vs. Oklahoma City am 28. Februar 2019)
- Luka Dončić und Elfrid Payton (Dallas vs. New Orleans am 18. März 2019)
- Luka Dončić und LeBron James (Dallas vs. Los Angeles Lakers am 1. November 2019)
- James Harden und Ben Simmons (Houston vs. Philadelphia am 3. Januar 2020)
- James Harden und Trae Young (Houston vs. Atlanta am 8. Januar 2020)
- Russell Westbrook und Giannis Antetokounmpo (Washington vs. Milwaukee am 13. März 2021)
- James Harden und Domantas Sabonis (Brooklyn vs. Indiana am 17. März 2021)
- Russell Westbrook und Domantas Sabonis (Washington vs. Indiana am 8. Mai 2021)
- Russell Westbrook und LaMelo Ball (Los Angeles Lakers vs. Charlotte am 9. November 2021)
- Russell Westbrook und James Harden (Los Angeles Lakers vs. Brooklyn am 25. Dezember 2021)
- James Harden und Dejounte Murray (Brooklyn vs. San Antonio am 21. Januar 2022)
- Julius Randle und Josh Giddey (New York vs. Oklahoma City am 14. Februar 2022)
- Giannis Antetokounmpo und Domantas Sabonis (Milwaukee vs. Sacramento am 14. Januar 2024)
- Alperen Şengün und Jaylen Brown (Houston vs. Boston am 21. Januar 2024)
- Giannis Antetokounmpo und Austin Reaves (Milwaukee vs. Los Angeles Lakers am 26. März 2024)
- LeBron James und Domantas Sabonis (Los Angeles Lakers vs. Sacramento am 26. Oktober 2024)
- Bam Adebayo und Scottie Barnes (Miami vs. Toronto am 29. November 2024)
- Cade Cunningham und Jimmy Butler (Detroit vs. Miami am 16. Dezember 2024)
- Domantas Sabonis und Jaime Jaquez Jr. (Sacramento vs. Miami am 6. Januar 2025)
- Josh Hart und Domantas Sabonis (New York vs. Sacramento am 25. Januar 2025)
- Josh Hart und LeBron James (New York vs. Los Angeles Lakers am 1. Februar 2025)

### Olympische Spiele
- Montréal 1976: Im Spiel um Platz drei gegen Kanada erzielte der für die Sowjetunion spielende Alexander Below am 27. Juli 1976 mit einer Leistung von 23 Punkten, 14 Rebounds und 10 Assists das erste Triple-Double der Olympia-Geschichte.[33]
- London 2012: Am 8. August 2012 gelang dem amtierenden NBA-MVP LeBron James ein Triple-Double für die Basketballnationalmannschaft der Vereinigten Staaten beim 119:86-Sieg im Viertelfinale gegen Australien. Er erzielte 11 Punkte, 14 Rebounds und 12 Assists in 30 Minuten Spielzeit.[34]
- Tokio 2020: Am 5. August 2021 erzielte Luka Dončić (Slowenien) im Zuge der 89:90-Halbfinalniederlage gegen Frankreich ein Triple-Double mit 16 Punkten, 10 Rebounds und 18 Assists.[35] Bereits in den zwei Spielen zuvor war Dončić nah an einem Triple-Double (12 Punkte, 14 Rebounds, 9 Assists gegen Spanien, 20/8/11 gegen Deutschland).
- Paris 2024: Am 8. August 2024 erzielte LeBron James beim 95:91-Sieg über Serbien im Halbfinale mit 16 Punkten, 12 Rebounds und 10 Assists als erster Spieler bei olympischen Basketballturnieren sein zweites Triple-Double.[36]
- Paris 2024: Am 10. August 2024 verbuchte Nikola Jokić im Spiel um Bronze gegen Deutschland (93:83) 19 Punkte, 12 Rebounds und 11 Assists für Serbien.[37]

### BBL
In der Basketball-Bundesliga sind triple-doubles sehr selten, meist wird dies höchstens einmal pro Saison erreicht:
| Rang                | Spieler          | Verein(e)               | Datum, Gegner, Statistik (Punkte-Rebounds-Assists) | Anzahl |
| ------------------- | ---------------- | ----------------------- | --- | ------ |
| 01                  | Rašid Mahalbašić | EWE Baskets Oldenburg   | - am 2. Februar 2019 gegen die Basketball Löwen Braunschweig: 19-13-10 - am 20. April 2019 gegen s.Oliver Würzburg: 10-10-10. - am 30. April 2019 gegen die Gießen 46ers: 10-10-11 - am 21. Mai 2019 gegen die Telekom Baskets Bonn: 21-15-10 - am 04. Dezember 2020 gegen die Niners Chemnitz: 18-11-10 | 5      |
| 02                  | Denis Wucherer   | Bayer Giants Leverkusen | - am 17. April 2004 gegen BG Iceline Karlsruhe: 37-13-10 - am 29. April 2004 gegen Alba Berlin: 19-10-12 | 2      |
| 0                   | Luke Sikma       | Alba Berlin             | - am 15. Juni 2020 gegen die MHP RIESEN Ludwigsburg: 15-10-10 - am 20. November 2022 gegen die MHP RIESEN Ludwigsburg: 11-10-10 | 2      |
| 03                  | Igor Perović     | Walter Tigers Tübingen  | am 21. April 2007 gegen EWE Baskets Oldenburg: 22-10-10 | 1      |
| 0                   | Zack Whiting     | Bayer Giants Leverkusen | am 23. April 2008 gegen die LTi Gießen 46ers: 13-10-10 | 1      |
| 0                   | Louis Campbell   | Eisbären Bremerhaven    | am 1. Mai 2010 gegen die Artland Dragons: 12-11-10 | 1      |
| 0                   | John Bryant      | Gießen 46ers            | am 7. Dezember 2019 gegen s.Oliver Würzburg: 19-10-12 | 1      |
| 0                   | Trae Bell-Haynes | Crailsheim Merlins      | am 2. Mai 2021 gegen die Hamburg Towers: 20-12-10 | 1      |
| 0                   | Michał Michalak  | EWE Baskets Oldenburg   | am 29. April 2021 gegen s.Oliver Würzburg: 15-11-10 | 1      |
| Stand: 15. Mai 2022 |                  |                         | |        |

### Europa

#### FIBA Suproleague / Champions League
In der kurzlebigen Suproleague war es Derrick Phelps von Alba Berlin vorbehalten, am 28. März 2001 das erste und einzige triple-double dieses Wettbewerbs im Achtelfinale beim 88:77-Sieg gegen Iraklis Thessaloniki mit 11 Punkten, 12 Assists und 10 Rebounds zu erzielen.
Nach der Neueinführung der Basketball Champions League gelang Chris Kramer von den EWE Baskets Oldenburg die Premiere, am zwölften Spieltag der Premierensaison beim 106:77-Heimsieg gegen Uşak Sportif das erste Triple-Double dieses Wettbewerbs zu erzielen. Am 10. Januar 2017 erzielte Kramer 16 Punkte, 10 Rebounds und 13 Assists.

#### EuroLeague
Der erste Spieler, dem ein triple-double in der 2000 gegründeten EuroLeague gelang, ist der Kroate Nikola Vujčić. Bei einer Begegnung am 3. November 2005 gegen Prokom Trefl Sopot aus Polen, die Vujčićs Mannschaft Maccabi Tel Aviv mit 95-68 gewinnen konnte, erreichte er 11 Punkte, 12 Rebounds und 11 Assists. Am 30. November 2006 gelang ihm bei einem 110:87-Sieg gegen KK Union Olimpija mit 27 Punkten, 10 Rebounds und 10 Assists auch das zweite triple-double der Wettbewerbsgeschichte.
Der Grieche Nick Calathes erzielte am 4. April 2019 mit 11 Punkten, 12 Rebounds und 18 Assists als zweiter Spieler ein triple-double. Gegner beim 87:67-Sieg seiner Mannschaft Panathinaikos Athen war Budućnost Podgorica.

#### ULEB Cup/ULEB Eurocup
Im ULEB Cup bzw. Eurocup wurde bisher siebenmal ein triple-double erreicht:
- Meir Tapiro von Hapoel Jerusalem konnte das erste triple-double in der ULEB-Cup-Geschichte verbuchen. Er erzielte 16 Punkte, 11 Rebounds und 10 Assists beim 88:79-Sieg über FMP Železnik Belgrad am 27. Februar 2002.
- Todor Stoikow von Lukoil Akademik Sofia konnte am 11. November 2003 beim 116:115-Sieg (mit drei Verlängerungen) über Cibona Zagreb 33 Punkte, 13 Rebounds und 10 Assists machen.
- Am 13. November 2007 erzielte Elvir Ovčina von Telindus Oostende gegen Roter Stern Belgrad 12 Punkte, 11 Rebounds und 10 Assists.
- Pascal Perrier-David von Benetton Olympic Fribourg machte als erster Auswärtsspieler in der ULEB-Cup-Geschichte ein triple-double. Am 4. Dezember 2007 erzielte er gegen Hapoel Galil Elyon 13 Punkte, 10 Rebounds und 10 Assists.
- Quino Colom von UNICS Kasan erzielte am 9. Dezember 2015 gegen KK Budućnost Podgorica 15 Punkte, 11 Rebounds und 13 Assists, dazu 6 Steals.

(Auflistung unvollständig)

## Quadruple-double

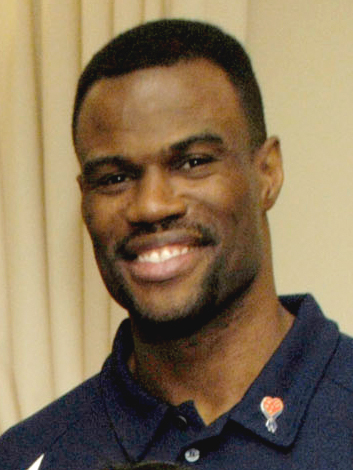
David Robinson war bisher der letzte Spieler, der in der NBA ein quadruple-double erzielen konnte.

Quadruple-double (vierfaches Doppel) bezeichnet die Leistung eines Spielers, der innerhalb eines Spieles in vier statistischen Kategorien jeweils zweistellige Werte erzielt. Ausgenommen sind dabei „negative“ statistische Kategorien, wie Ballverluste (turnover). Das Erzielen eines quadruple-double ist äußerst selten.
Zum einen benötigt es dafür die Fähigkeit, auch über die Aufgaben der eigentlich Position hinaus aktiv zu sein, so dass z. B. ein Center auch Assists verteilt. Zum anderen muss der Spieler es auch schaffen, in mindestens einer der beiden Kategorien Steals und Blocks, in denen das Erreichen einer hohen Anzahl äußert schwer ist, zweistellig zu punkten.
Im deutschen Profibasketball gab es bisher kein quadruple-double. In Europa gab es bisher nur zwei Spieler, die es geschafft haben, einen Quadruple-Double zu erzielen: Der US-Amerikaner Derrick Lewis schaffte es, in einem Spiel der LNB 20 Punkte, 11 Rebounds, 12 Steals und 10 Blocks zu erreichen, während der US-Amerikaner Tylik Rashad Evans es in einem Spiel des Black Star Mersch gegen den BC Mess (luxemburgische 2. Liga) schaffte, 53 Punkte 11 Rebounds, 12 Assists und 10 Steals zu erreichen.
Auch in der US-amerikanischen Profiliga NBA schafften es bisher insgesamt nur vier Spieler, ein quadruple-double zu erzielen:
| Name            | Datum         | Team              | Ergebnis | Gegner          | Minuten gespielt | Punkte | Rebounds | Assists | Steals   | Blocks | Verlängerung |
| --------------- | ------------- | ----------------- | -------- | --------------- | ---------------- | ------ | -------- | ------- | -------- | ------ | ------------ |
| Nate Thurmond   | 18. Okt. 1974 | Chicago Bulls     | 120–115  | Atlanta Hawks   | 45               | 22     | 14       | 13      | 0 oder 1 | 12     | Ja (1×)      |
| Alvin Robertson | 18. Feb. 1986 | San Antonio Spurs | 120–114  | Phoenix Suns    | 36               | 20     | 11       | 10      | 10       | 0      | Nein         |
| Hakeem Olajuwon | 29. März 1990 | Houston Rockets   | 120–94   | Milwaukee Bucks | 40               | 18     | 16       | 10      | 1        | 11     | Nein         |
| David Robinson  | 17. Feb. 1994 | San Antonio Spurs | 115–96   | Detroit Pistons | 43               | 34     | 10       | 10      | 2        | 10     | Nein         |

Neun weitere Spieler haben das Erreichen eines quadruple-doubles in der NBA nur knapp verpasst, so dass sie „nur“ ein triple-double hatten mit einer Anzahl von 9 in einer weiteren Kategorie:
| Name                   | Datum         | Team                   | Gegner                | Minuten gespielt | Punkte | Rebounds | Assists | Steals | Blocks | Verlängerung |
| ---------------------- | ------------- | ---------------------- | --------------------- | ---------------- | ------ | -------- | ------- | ------ | ------ | ------------ |
| Rick Barry             | 29. Okt. 1974 | Golden State Warriors  | Buffalo Braves        | 43               | 30     | 10       | 11      | 9      | 0      | Nein         |
| Larry Steele           | 16. Nov. 1974 | Portland Trail Blazers | Los Angeles Lakers    | 44               | 12     | 11       | 9       | 10     | 0      | Nein         |
| Johnny Moore           | 8. Jan. 1985  | San Antonio Spurs      | Golden State Warriors | 36               | 26     | 11       | 13      | 9      | 0      | Nein         |
| Larry Bird1            | 18. Feb. 1985 | Boston Celtics         | Utah Jazz             | 33               | 30     | 12       | 10      | 9      | 0      | Nein         |
| Micheal Ray Richardson | 30. Okt. 1985 | New Jersey Nets        | Indiana Pacers        | 54               | 38     | 11       | 11      | 9      | 0      | Ja (3×)      |
| Clyde Drexler          | 10. Jan. 1986 | Portland Trail Blazers | Milwaukee Bucks       | 42               | 26     | 9        | 11      | 10     | 0      | Nein         |
| Hakeem Olajuwon        | 3. März 1990  | Houston Rockets        | Golden State Warriors | 40               | 29     | 18       | 92      | 5      | 11     | Nein         |
| Clyde Drexler          | 1. Nov. 1996  | Houston Rockets        | Sacramento Kings      | 42               | 25     | 10       | 9       | 10     | 0      | Nein         |

1 Larry Bird saß während des kompletten 4. Viertels auf der Bank.

2 Im Spielberichtsbogen wurden zuerst 9 Assists angegeben. Infolgedessen sahen sich die Offiziellen der Houston Rockets das Spiel erneut an und fanden einen bisher nicht entdeckten Assist im ersten Viertel und ließen den Spielberichtsbogen korrigieren, so dass Olajuwon mit insgesamt 10 Assists ein quadruple-double erzielt hätte. Daraufhin beantragte der NBA-Manager Rod Thorn eine erneute Betrachtung des Videos, nach welcher der zusätzliche Assist wieder annulliert wurde und die Anzahl von 9 offiziell wurde.
Anzumerken ist allerdings, dass in der NBA erst seit der Saison 1973/74 die Blocks und Steals gezählt werden. Es ist daher nicht auszuschließen, dass bereits vorher einigen Spielern ein quadruple-double gelang. Insbesondere gilt dies für die damals herausragenden Spieler Wilt Chamberlain, Bill Russell und Oscar Robertson.

## Quintuple-double
Ein Quintuple-double (fünffaches Doppel) bezeichnet die Leistung eines Spielers, welcher innerhalb einer Partie in allen fünf positiven statistischen Kategorien jeweils zweistellige Werte erzielt. Diese maximale „double-Performance“ wurde bisher von keinem Profispieler weltweit erreicht. Hierzu wird eine perfekte Allround-Leistung benötigt, wobei der Spieler auf der einen Seite eine sehr gute Offensivleistung zeigen sollte und zudem in der Defensive dominierend auftreten muss. Als besonders schwer wird dabei das Erreichen von 10 Steals und 10 Blocks erachtet, da dies in der Verteidigung ein sehr gutes Auge und ein hervorragendes Timing voraussetzt.
Das erste bekannte quintuple-double im Jugendbereich wurde von der heutigen US-amerikanischen WNBA-Spielerin Tamika Catchings erreicht. Sie erzielte im Trikot der Duncanville High School im Jahre 1997 25 Punkte, 18 Rebounds, 11 Assists, 10 Steals und 10 Blocks. Hinzu kommt die Tatsache, dass ein Viertel in der Highschool nur 8 Minuten dauert. Dies sind 20 % (FIBA, BBL) beziehungsweise 33 % (NBA) weniger als im Profibereich. Das zweite quintuple-double wurde von Aimee Oertner an der Northern Lehigh High School (Slatington, Pennsylvania) am 7. Januar 2012 erzielt. Sie erreichte 26 Punkte, 20 Rebounds, 10 Assists, 10 Steals und 11 Blocks.

## Five-by-five
Ein Five-by-five (deutsch etwa Fünf über Fünf) ist eine besondere Leistung, die mit mindestens 5 Punkten, 5 Rebounds, 5 Assists, 5 Steals und 5 Blocks erreicht wird. Dies bildet eine einfachere Alternative zum quintuple-double, welches in jeder statistischen Kategorie mindestens 10 benötigt. Da Steals und Blocks erst seit der Saison 1973/74 aufgezeichnet werden, ist es erst seitdem möglich, eine solche Leistung festzustellen. Nur Hakeem Olajuwon (sechsmal) und Andrei Kirilenko (dreimal) haben es geschafft, seit der Saison 1985/86 mehrmals ein five-by-five für sich zu verbuchen. Auch sind diese beiden die einzigen, die bisher ein six-by-five erzielen konnten, welches einen Wert von 6 in jeder Kategorie benötigt.

### NBA
Folgende Spieler haben es bisher geschafft, in der NBA seit der Saison 1985–86 ein five-by-five zu erzielen:
| Name              | Datum         | Team                   | Ergebnis | Gegner                 | Punkte | Rebounds | Assists | Steals | Blocks | Verlängerung |
| ----------------- | ------------- | ---------------------- | -------- | ---------------------- | ------ | -------- | ------- | ------ | ------ | ------------ |
| Hakeem Olajuwon   | 10. März 1987 | Houston Rockets        | 127–136  | Seattle SuperSonics    | 38     | 17       | 6       | 7      | 12     | Ja (2×)      |
| Hakeem Olajuwon   | 3. März 1990  | Houston Rockets        | 129–109  | Golden State Warriors  | 29     | 18       | 9       | 5      | 11     | Nein         |
| Hakeem Olajuwon   | 11. Apr. 1992 | Houston Rockets        | 92–99    | Dallas Mavericks       | 19     | 13       | 6       | 5      | 5      | Nein         |
| David Robinson    | 10. Nov. 1992 | San Antonio Spurs      | 104–98   | Milwaukee Bucks        | 29     | 9        | 5       | 5      | 10     | Nein         |
| Derrick Coleman   | 15. Jan. 1993 | New Jersey Nets        | 110–105  | Philadelphia 76ers     | 21     | 10       | 7       | 5      | 5      | Ja (1×)      |
| Hakeem Olajuwon   | 22. Apr. 1993 | Houston Rockets        | 112–110  | Minnesota Timberwolves | 33     | 13       | 5       | 5      | 5      | Ja (1×)      |
| Hakeem Olajuwon   | 5. Nov. 1993  | Houston Rockets        | 110–88   | New Jersey Nets        | 24     | 19       | 6       | 5      | 5      | Nein         |
| Hakeem Olajuwon   | 30. Dez. 1993 | Houston Rockets        | 110–104  | Minnesota Timberwolves | 34     | 10       | 5       | 5      | 8      | Nein         |
| Vlade Divac       | 22. Feb. 1995 | Los Angeles Lakers     | 112–100  | Philadelphia 76ers     | 19     | 12       | 8       | 5      | 5      | Nein         |
| Jamaal Tinsley    | 16. Nov. 2001 | Indiana Pacers         | 113–120  | Minnesota Timberwolves | 12     | 9        | 15      | 6      | 5      | Ja (2×)      |
| Andrei Kirilenko  | 3. Dez. 2003  | Utah Jazz              | 101–107  | Houston Rockets        | 19     | 5        | 7       | 8      | 5      | Ja (1×)      |
| Andrei Kirilenko  | 10. Dez. 2003 | Utah Jazz              | 95–73    | New York Knicks        | 10     | 12       | 6       | 6      | 5      | Nein         |
| Marcus Camby      | 9. Jan. 2004  | Denver Nuggets         | 106–96   | Utah Jazz              | 8      | 11       | 5       | 5      | 8      | Nein         |
| Andrei Kirilenko  | 3. Jan. 2006  | Utah Jazz              | 90–80    | Los Angeles Lakers     | 14     | 8        | 9       | 6      | 7      | Nein         |
| Nicolas Batum     | 16. Dez. 2012 | Portland Trail Blazers | 95–94    | New Orleans Hornets    | 11     | 5        | 10      | 5      | 5      | Nein         |
| Draymond Green    | 11. Dez. 2015 | Golden State Warriors  | 124–119  | Boston Celtics         | 24     | 11       | 8       | 5      | 5      | Ja (2×)      |
| Anthony Davis     | 21. Nov. 2018 | New Orleans Pelicans   | 120–121  | Philadelphia 76ers     | 12     | 16       | 6       | 5      | 5      | Nein         |
| Jusuf Nurkić      | 1. Jan. 2019  | Portland Trail Blazers | 113–108  | Sacramento Kings       | 24     | 23       | 7       | 5      | 5      | Ja           |
| Victor Wembanyama | 23. Feb. 2024 | San Antonio Spurs      | 118–123  | Los Angeles Lakers     | 27     | 10       | 8       | 5      | 5      | Nein         |
| Victor Wembanyama | 31. Okt. 2024 | San Antonio Spurs      | 106–88   | Utah Jazz              | 25     | 9        | 7       | 5      | 5      | Nein         |

### Spieler mit 5 Steals und 5 Blocks in einem Spiel
Diese Spieler haben es seit der Saison 1985/86 geschafft, in einem Spiel mindestens 5 Steals und 5 Blocks zu erzielen, aber dabei jedoch kein five-by-five zu erreichen.
- Ben Wallace (viermal)
- Michael Jordan (dreimal)
- Dwight Howard
- Antonio McDyess
- Dikembe Mutombo
- Shaquille O’Neal
- Emeka Okafor
- Bo Outlaw
- Scottie Pippen
- Clifford Robinson
- Josh Smith
- Anthony Davis
- Draymond Green
- Victor Wembanyama